# Bucharest Trophy (handbal feminin)
Bucharest Trophy (în română Trofeul București) este o competiție internațională amicală de handbal feminin pentru cluburi, desfășurată anual în pre-sezon în București, România. Turneul este găzduit în Sala Polivalentă de către CSM București, club din Liga Națională, și este guvernat de regulile și regulamentele Federației Internaționale de Handbal. La fiecare ediție au participat câte 6 echipe. Evenimentul, inaugurat în 2014, este considerat cel mai prestigios turneu amical care are loc în România.

## Cronologie
| Ediție | An   | Câștigătoare  | Locul 2       | Locul 3       | Locul 4    | Locul 5        | Locul 6       |
| ------ | ---- | ------------- | ------------- | ------------- | ---------- | -------------- | ------------- |
| 1      | 2014 | CSM București | ŽRK Budućnost | Astrahanocika | Rostov-Don | BBM Bietigheim | Muratpaşa     |
| 2      | 2015 | CSM București | ŽRK Budućnost | ŽRK Vardar    | Rostov-Don | HCM Baia Mare  | Corona Brașov |